# Коломенский дворец
Дворе́ц царя́ Алексе́я Миха́йловича — деревянный царский дворец, построенный в подмосковном селе Коломенское во второй половине XVII века. Представлял собой систему клетей — отдельных деревянных помещений, соединённых переходами. В 2010 году на незастроенной территории музея-заповедника «Коломенское» была возведена историческая копия дворца в натуральную величину, фасады и общая планировка которой точно повторяют исходное сооружение XVII столетия.

## Исторический дворец

### XVI—XVII века

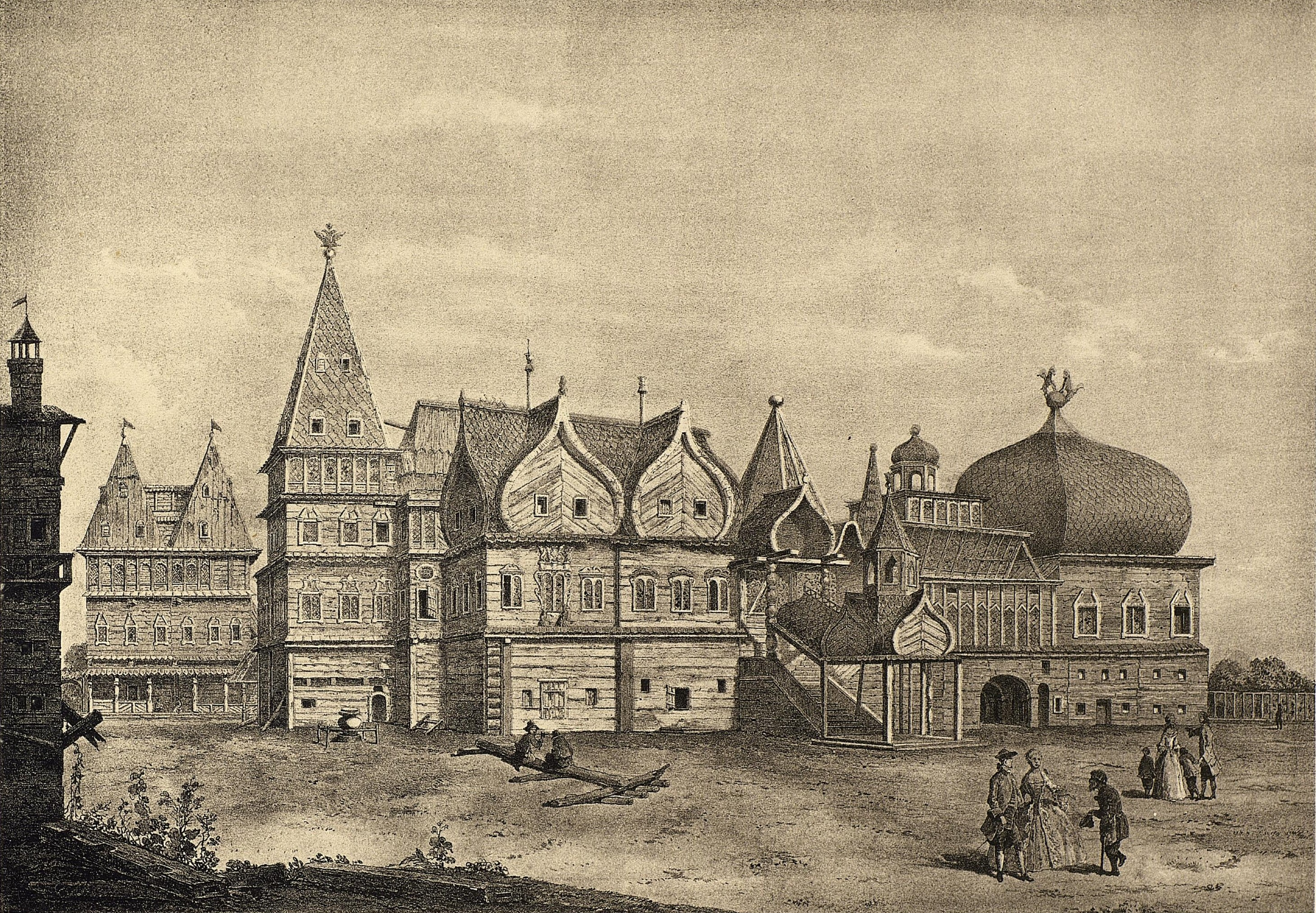
Деревянный дворец в Коломенском. Гравюра Фридриха Гильфердинга, 1780 год

Дворцы в Коломенском строили великие князья Иван III, Василий III и Иван IV. Все они (дворцы) были сожжены при татарских нашествиях и в Смуту. Небольшую «дворцовую тройню с сенями и повалушей» после Смуты построил царь новой династии Михаил Фёдорович. Наивысшего расцвета Коломенское достигло при его сыне царе Алексее Михайловиче. По окончании войны с Речью Посполитой он велел построить на новом месте Государев двор с оградой и воротами, а внутри него грандиозный деревянный дворец с каменным домовым храмом. Дворец строился в 1666—1672 годах по проекту архитекторов Семёна Петрова и Ивана Михайлова. Это было сооружение, объединённое переходом с церковью Казанской иконы Божией Матери, состоявшее из 26 соединённых друг с другом теремов. Высота некоторых построек достигала 30 метров. Зимой 1667 и весь 1668 год бригада, работавшая в Новом Иерусалиме у патриарха Никона, украшала дворец резьбой. В мае 1669 года в Коломенское доставили заграничные краски и сусальное золото для отделки. Ими расписали чешуйчатую кровлю, а в июне того же года началась роспись внутренних помещений, которой руководил иконописец Симон Ушаков и выписанный из Персии армянин Богдан Салтанов. Расписывали стены и потолки по грунтованным холстам.
Дворец имел асимметричную планировку и был обшит тёсом, имитирующим камень. На фасадах и в интерьерах установили резные наличники, выполненные в высокой горельефной и прорезной резьбы. Всего во дворце насчитывалось 270 комнат, освещённых тремя тысячами окон. Общая площадь здания без хозяйственных помещений составляла 10250 м². Художественное оформление было сделано по образцу декора Теремного дворца Московского Кремля.
После смерти Алексея Михайловича дворец был расширен и частично перестроен. Весной 1681 года Фёдор III Алексеевич приказал разобрать старую столовую-повалушу и на её месте построить новую. Работу выполнял крестьянин боярина Петра Шереметева Сенька Дементьев. Постройка была соединена с хоромами царя новыми сенями, под которыми находились золочёные ворота, названные Передними. После Стрелецкого бунта охрану дворца усилили и построили шестнадцать изб.
В 1684 году отремонтировали терема и хозяйственные постройки, обновили роспись помещений и цвет кровель. Через год в башне Передних ворот установили боевые часы, а створки ворот украсили железом и английским оловом.

### XVIII—XX века

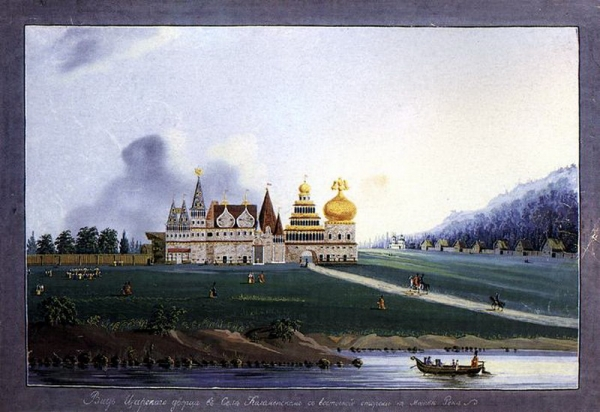
Коломенский дворец, XVII век

После переноса столицы в Санкт-Петербург Коломенское утратило статус царской резиденции. Несмотря на то, что при Петре I якобы «старый дворец снабдили новым фундаментом и вообще поправили, так что он теперь долго простоит, изменений в нём однакож никаких не сделано, напротив, сохранено всё в первобытном виде», а при Елизавете Петровне производили ремонт «в самых нужных покоях», здание обветшало и пришло в аварийное состояние. В 1762 году по приказу Екатерины II архитекторы под руководством Ивана Мичурина осмотрели дворец, сделали обмеры и чертежи. Сумму на перестройку признали слишком высокой, и в 1768 году дворец было решено снести. Перед этим была создана модель дворца, которая хранилась в Оружейной палате, но позднее была утеряна. По периметру снесённого дворца в Государевом дворе высадили кусты акации.
В 1770-е годы для Екатерины II в Коломенском рядом с храмом Вознесения построили новое четырёхэтажное здание. При этом использовались оставшиеся от прежнего разобранного дворца качественные строительные материалы. Два нижних яруса были каменные, верхние — деревянные. Новое строение пострадало при оккупации столицы в 1812 году и было разобрано.
В 1825 году для Александра I по проекту зодчего Евграфа Тюрина построили новый летний дворец в стиле ампир, на месте предыдущего и снова отчасти из его материалов. Дворец состоял из главного здания и двух боковых флигелей, соединённых с центральной частью галереями из двух рядов дорических колонн. Центр выделялся портиком и был увенчан поднимающимся над крышей круглым бельведером. Новый дворец на 70% совпадал со старым. Александр I при жизни так и не увидел дворец. Его разобрали в 1878 году. По приказу императора художник Д. А. Смирнов по чертежам и описям, сделанным во время существования и разбора дворца, выполнил его деревянную модель. В настоящее время она хранится в музее-заповеднике. От дворца остался павильон «со львами», скорее всего, предназначенный для размещения усадебного театра. Позже там размещался лазарет. При Николае I архитектор Андрей Штакеншнейдер разработал проект постройки дворца. Предполагалась включение древней церкви Вознесения в ансамбль дворца с созданием её копии на другом крыле, но стройка так и не началась.
В конце XIX века исследователь древнерусского зодчества А. А. Потапов создал рисунки Коломенского дворца. На основе сохранившихся материалов в 1930—1950-е годы художник Дмитрий Сухов и исследователь И. В. Маковецкий попытались создать план достоверной реконструкции древнего Коломенского. Однако большинство работ было утрачено.
В 1923 году был основан музей деревянного зодчества под открытым небом «Коломенское». В 1929 году начались археологические раскопки на территории, где раньше стоял дворец. В результате работ вскрыли остатки построек, нашли фрагменты строительного материала, бытовой керамики, изразцов. В конце 1990-х годов исследования продолжили и частично открыли белокаменные фундаменты дворцовых построек, уточняющие расположение царских хором.

## Воспроизведение дворца

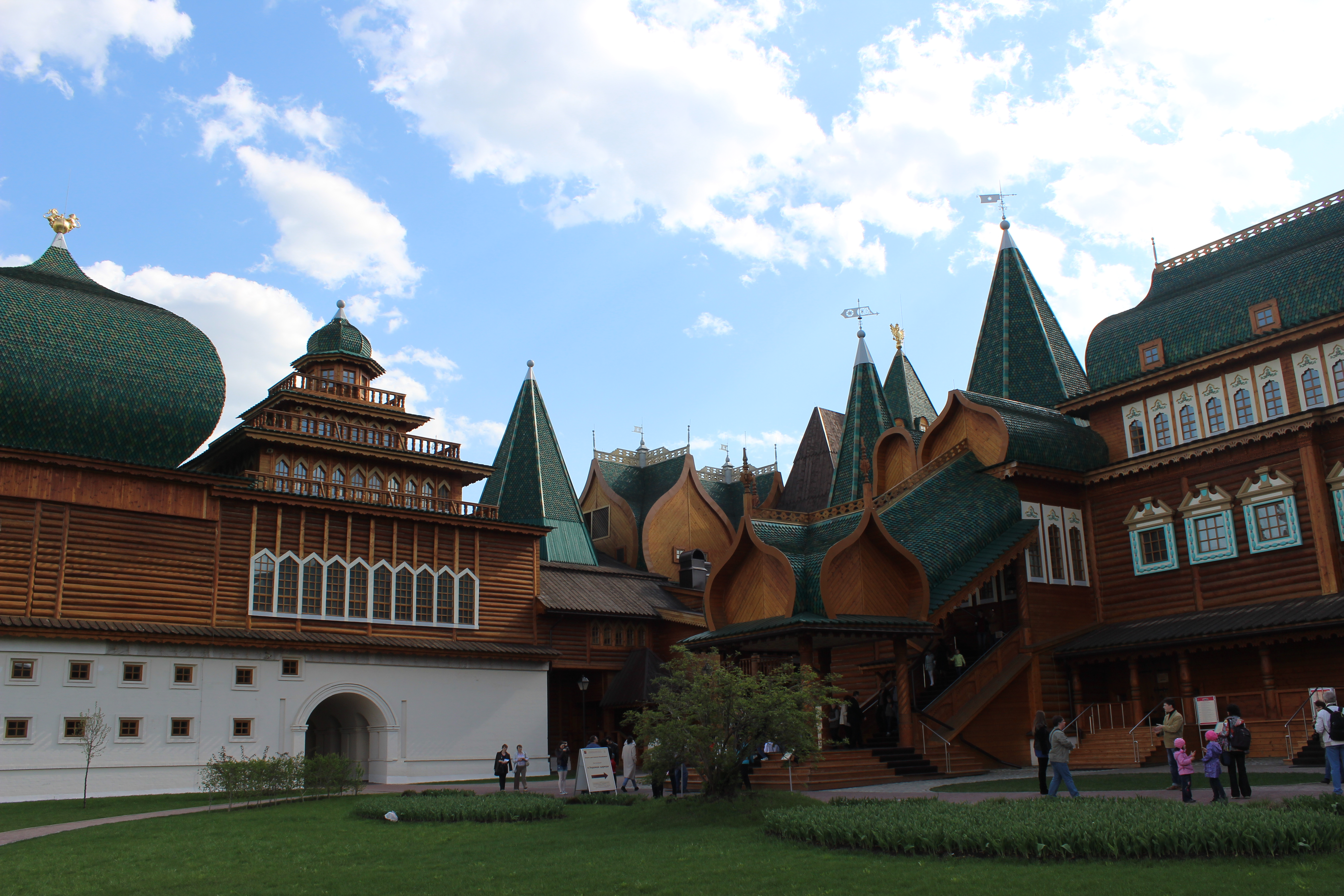
Реконструированный дворец, 2012 год

Идея воссоздания дворца в музее-заповеднике возникла в 1990-е годы и была поддержана правительством Москвы. Поскольку за прошедшее время на месте демонтированного дворца сформировался природный комплекс и выросли многовековые дубы и липы, было принято решение о переносе строительства на территорию бывшей деревни Дьяковское, за Голосов овраг.
Реконструкция Коломенского дворца была проведена в 2008—2010 годах благодаря сохранившимся планам и обмерам. Строение представляет собой макет постройки времён Алексея Михайловича в натуральную величину. Конструкция и пропорции здания решены в соответствии с чертежами, сделанными по указу Екатерины II. Критики восстановления сомневались в подлинности схем и называли их художественным вымыслом, но раскопки фундаментов, выполненные археологом Леонидом Беляевым, подтвердили полное совпадение с чертежами, созданными в 1767 году. Отделка помещений и росписи выполнены по архивным материалам и близки к оригинальной стилистике.
Общая площадь застройки составляет более 7 000 м². Исторические интерьеры воссозданы на общей площади 1,775 тыс. м² в 23-х помещениях. Хоромы располагаются на пяти уровнях и объединяют пять строений. Новое здание не является полностью деревянным. Из железобетона выполнены несущие колонны и перекрытия, замаскированные досками, фасады сделаны из брёвен. Стены расписаны гравюрами, «травным письмом» со стилизованными изображениями животных и людей. В интерьеры включены многочисленные произведения искусства XVII—XVIII веков: подлинные иконы, шпалеры и предметы быта.

## Архитектурный ансамбль
Хоромы царя

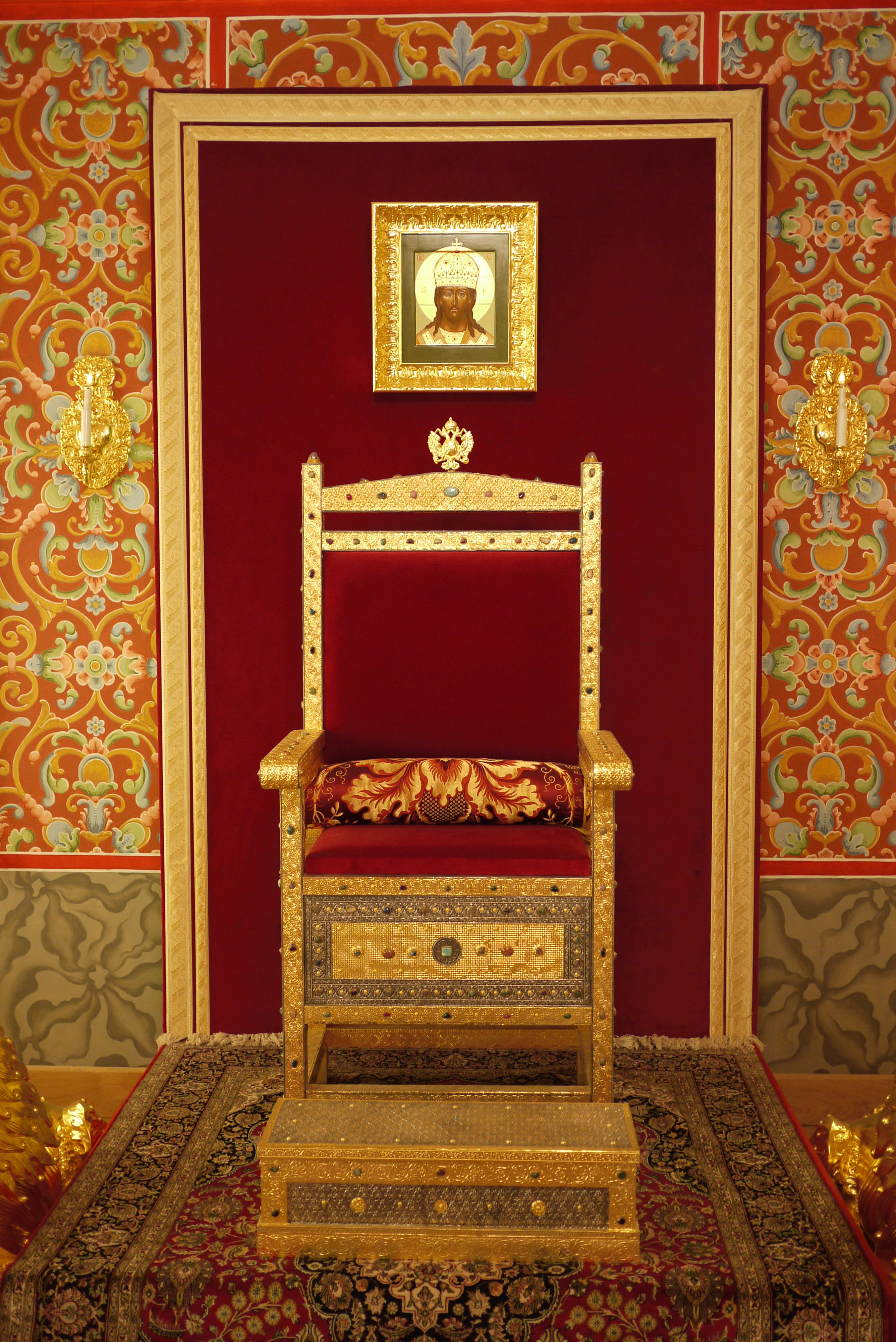
Современная модель трона, 2011 год

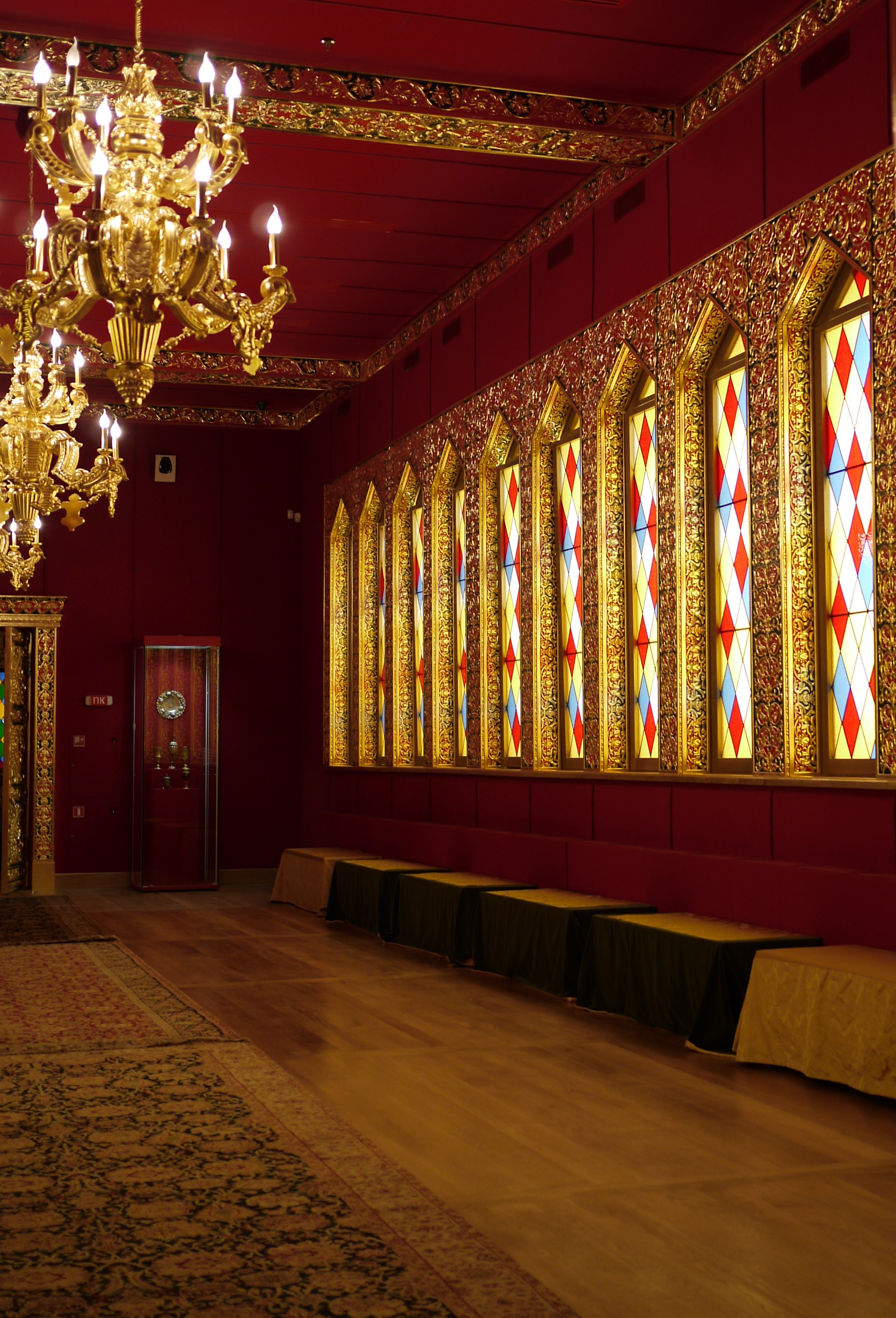
Сени перед столовой палатой, 2011 год

Красное, или Парадное, крыльцо являлось главным входом в царский дворец и служило местом выхода государя к подданным. В убранстве использовалась государственная символика — двуглавый орёл, пары геральдических животных, скульптуры львов. Украшали интерьер кованые слюдяные фонари, двустворчатые наружные двери с росписью. В передних сенях гости ожидали приёма, а затем направлялись в одну из палат. Из них открывался вид на анфиладу парадных покоев: справа находилась Столовая палата, слева — Думная и Престольная. В оформлении использовались имитация камня и государственная символика. Над дверями, украшенными расписными полотнищами, находились иконы. В современной реконструкции размещены образы «Богоматерь Казанская» и «Спас на убрусе с ангелами» .
Столовая палата — самое большое и торжественно оформленное помещение, в котором проходили важнейшие церемонии. В ней принимали иноземных гостей, отмечали церковные праздники. Украшала комнату печь со сложным орнаментом. Её современную реконструкцию провели на основе подлинных изразцов, найденных во время археологических раскопок. Сохранилось описание системы росписей Столовой палаты 1675 года Айзека: 

На потолке изображены небесные светила, блуждающие кометы и неподвижные звезды с астрономическою точностью. Каждое тело имело свою сферу, с надлежащим уклонением от эклиптики; расстояние двенадцати знаков небесных так точно размерены, что даже пути планет были означены золотыми тропиками и такими же кольорами равноденствия и повороты солнца к весне и осени, зиме и лету.
Думная палата выполняла функцию приёмной. Стены были обиты красным сукном, вдоль них стояли лавки для бояр и стол для документов. В воссозданной комнате на столе расположено Уложение царя Алексея Михайловича, на стенах находятся современные списки икон: над троном — «Архангел Михаил», «Спас Эммануил», «Архангел Гавриил», над дверью в Престольную палату — «Преображение Господне» . Престольная палата служила Тронной залой. Потолок и стены украшало «бытийное письмо» с изображением библейских царей Давида и Соломона. Современные росписи плафона иллюстрируют четыре сюжета из Ветхого и Нового Заветов: «Песнь песней Соломона», «Жертвоприношение царя Давида», «Царица Савская, дары приносящая», «Единение Христа с Церковью». В левом углу стоял трон, у которого находились четыре механические скульптуры львов. Их автором был мастер Пётр Высоцкий.
В комнате Алексея Михайловича стояли лавки для сидения, шкафы для бумаг, писем и книг, кресло царя, стол для занятий. Образцами для современной росписи послужили работы французского живописца Шарля Лебрена и гравюры нидерландских художников. Стены кабинета обиты кожей с растительным орнаментом и золочением, выполненной по западноевропейским аналогам XVII века.
Хоромы царевичей
В Учительской палате представлены подлинные книги, копии учебных материалов XVII века — «Букварь» Кариона (Истомина) и «Псалтырь с восследованием», учебник Мелетия (Смотрицкого) для первичного обучения грамматике.
Царь Фёдор имел обширную библиотеку, состоящую из русских и западноевропейских книг по истории, архитектуре, строительству, астрономических и географических атласов, духовных книг. В библиотеке музея представлены муляжи «Псалтирья Симеона Полоцкого» и сочинений «Синопсис или Краткое собрание от различных летописцев». При реконструкции комнаты стены оформляли цветной тиснёной кожей с растительным орнаментом и золочением. При Петре I во дворце находились печи, облицованные изразцами с традиционным рельефом и росписью по белому фону. На столе представлены копии солдатских и унтер-офицерских медалей, книги современников царя.
Хоромы царицы
На Парадном крыльце во время важных встречали гостей, перед этим его украшали бархатными и шёлковыми тканями, коврами. Стены были декорированы орнаментом с изображением цветов и птиц. На потолке престольной палаты размещены четыре медальона с сюжетной росписью. Стена над царским креслом украшена иконами: «Богородица Умиление», «Спас Благое молчание», «Избранные святые, предстоящие Богоматери Знамение». Круглая лестница-подиум из пяти ступеней вела к светлице. При воссоздании помещения использовались описи подобных комнат в царских дворцах и богатых домах Москвы. В мастерской находилась необходимая для работы и хранения изделий мебель. В красном углу был установлен образ «Николай Чудотворец».
Моленная служила для совершения утренней и вечерней молитв. Её реконструкция основана на описаниях помещений церкви Воздвижения креста Господня Теремного дворца и усадьбы князя Василия Голицына. В иконостасе представлены образы XVII—XVIII веков — «Богоматерь Смоленская», «Царь Царём» и другие.
В реконструированный покоях Софьи Алексеевны хранится карта южных земель России «Московия, Южная часть», книги Симеона Полоцкого. В комнате помещены современные списки икон: «Спас Вседержитель», «Богоматерь Взыграние Младенца», «Святой Леонтий Ростовский» и «Спас на убрусе».

Виды реконструированного дворца
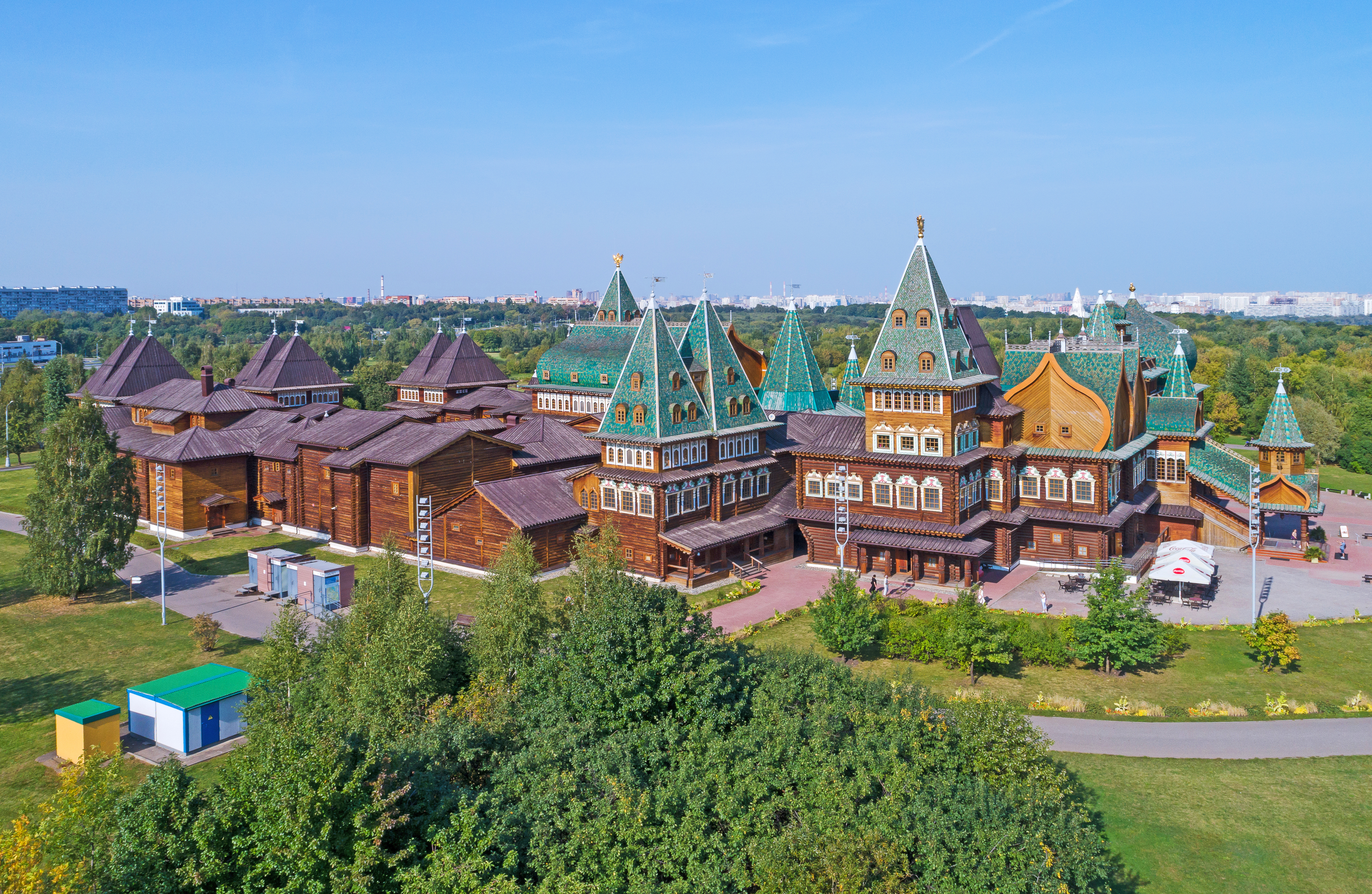
2018 год
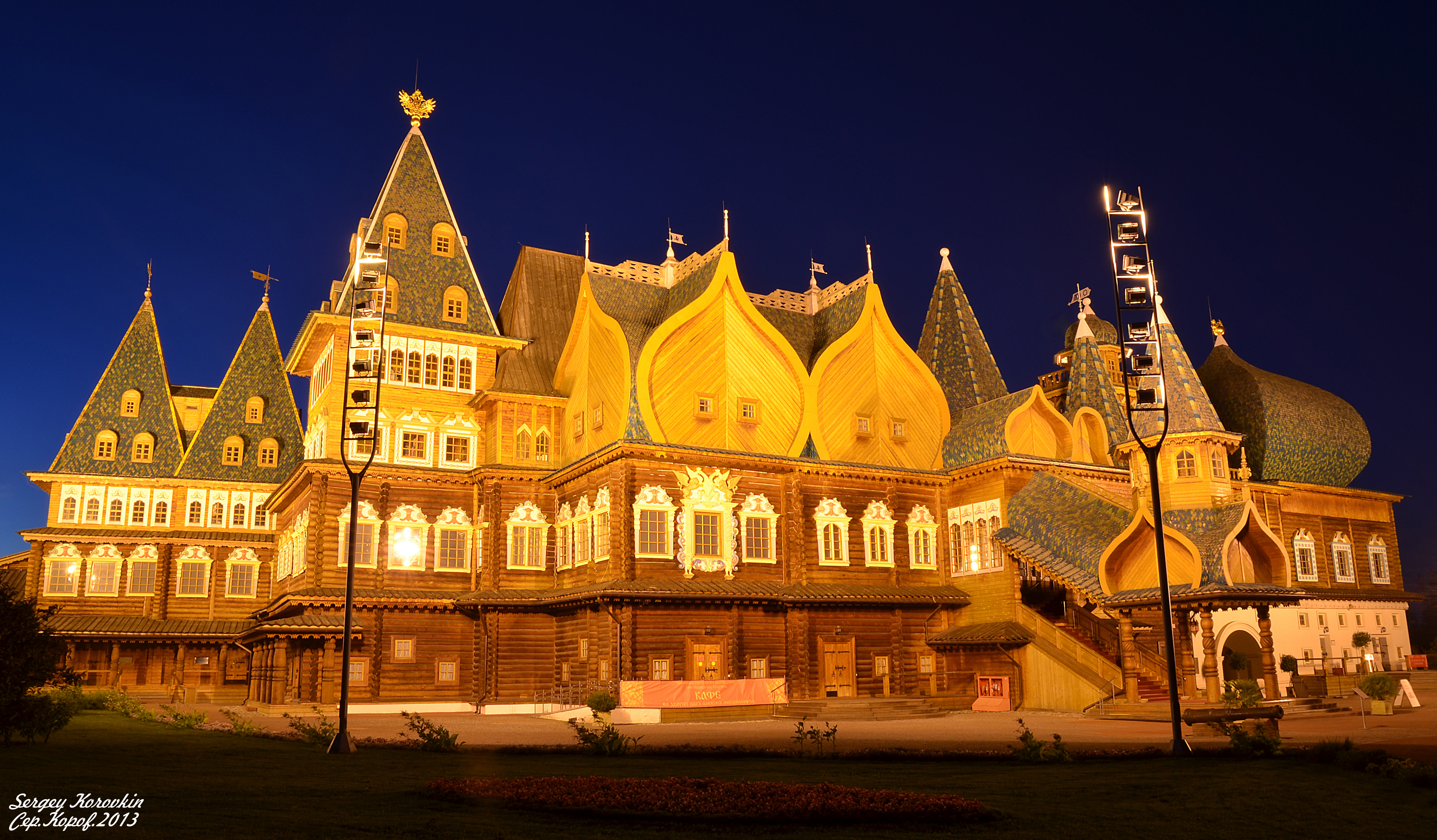
Вид на дворец в вечернее время, 2013 год
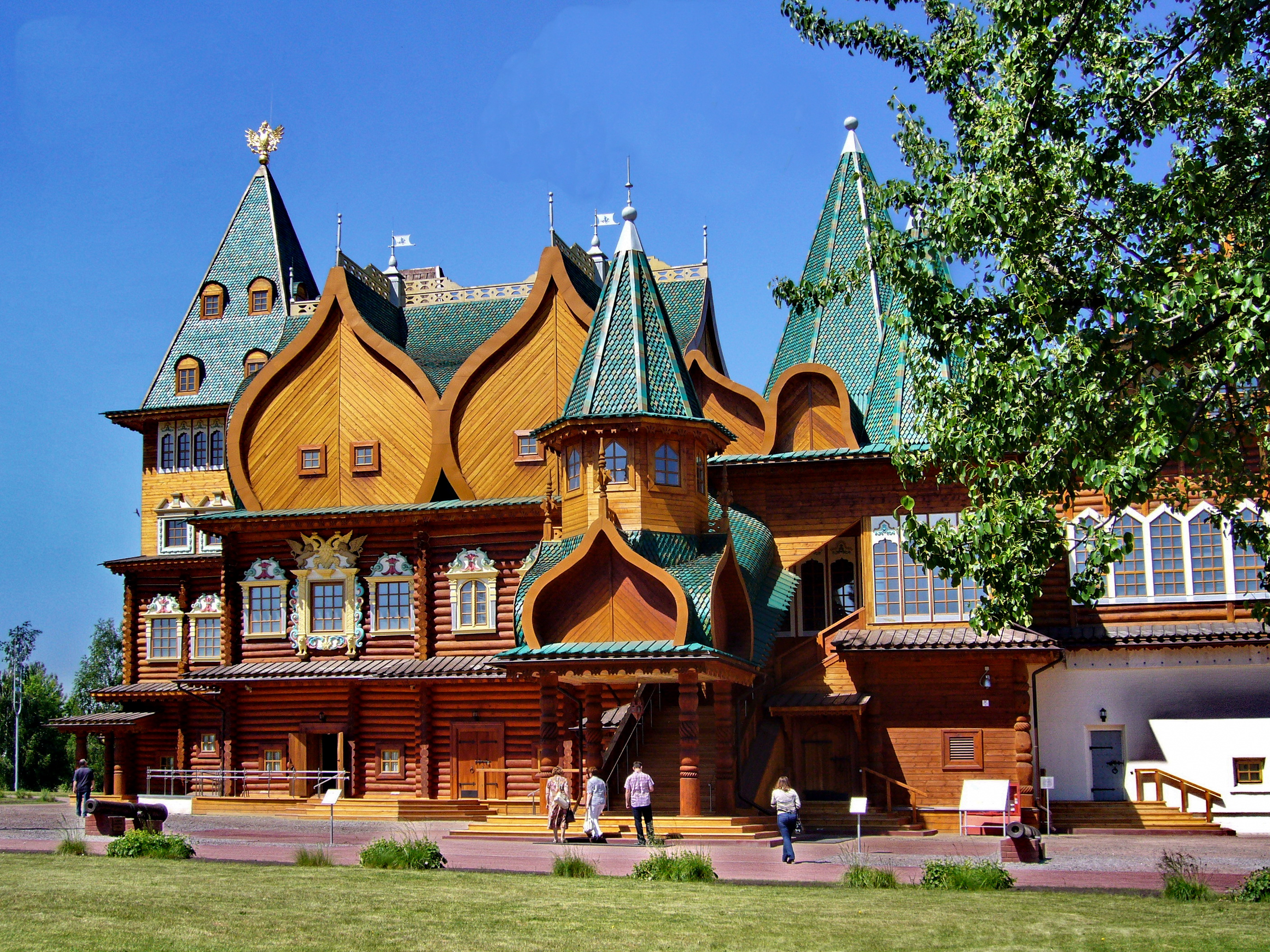
2011 год
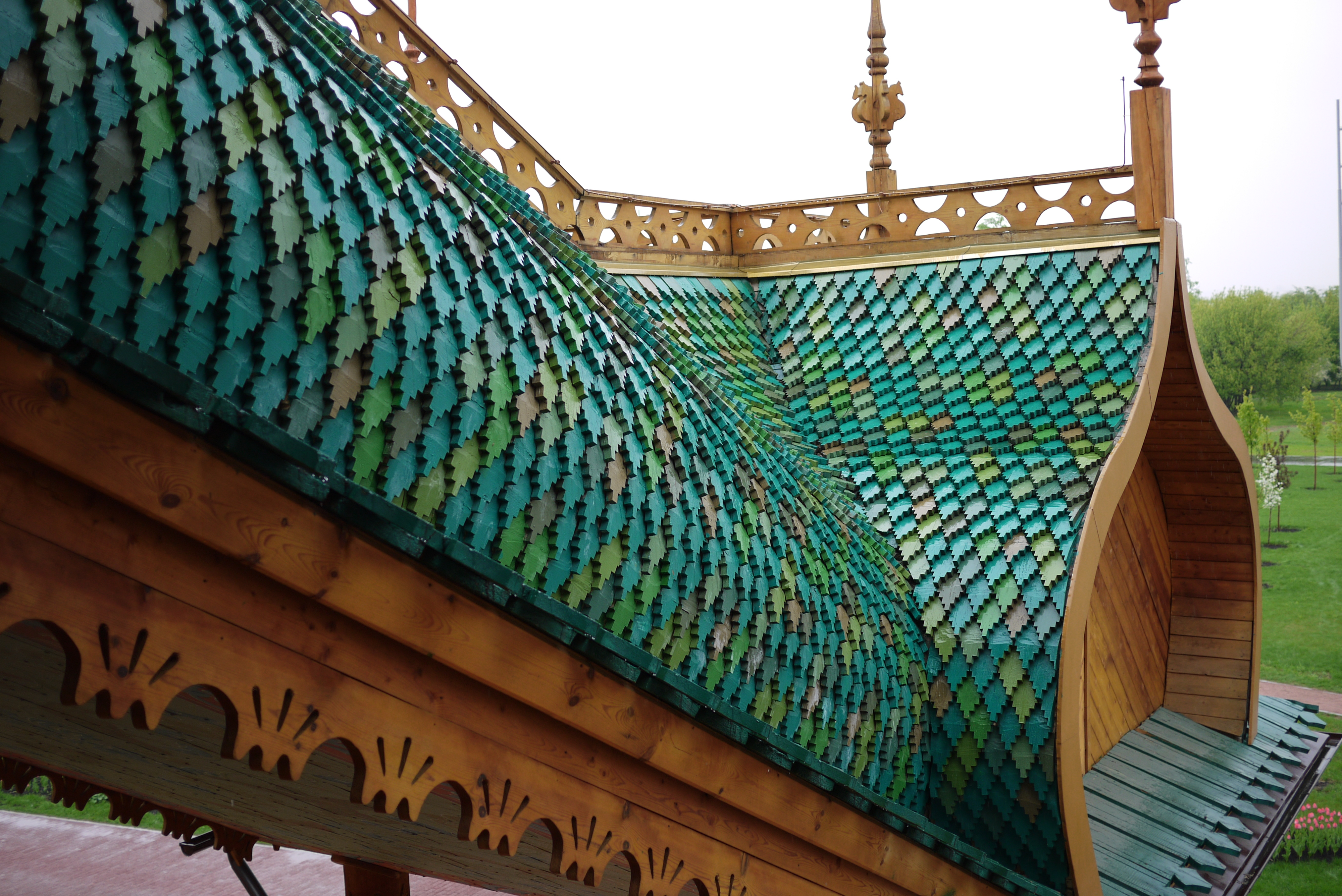
Кровля постройки, 2011